# Вулиця Олександра Махова (станція швидкісного трамвая)
Ву́лиця Олекса́ндра Ма́хова — станція трамвайних маршрутів № 1 та № 2 в Києві на відгалуженні від Правобережної лінії Київського швидкісного трамваю, що розташована між станціями «Вулиця Зодчих» та «Вулиця Вахтанга Кікабідзе». Після реконструкції станція отримала дві підвищенні платформи, що оснащені турнікетами, тактильною плиткою, пандусами, інформаційними таблами та LED-освітленням. Крім того, біля станції було влаштовано перехід через трамвайні колії, який повідомляє пішоходів про наближення трамваю.

## Історія
У 1984 році зупинку було відкрито внаслідок подовження лінії трамвая №1 до Південноборщагівського масиву (теперішня назва — Михайлівська Борщагівка). З вересня 2021 року по кінець січня 2022 року проводилася реконструкція зупинки з метою облаштуванню станційних платформ із сучасним дизайном та іншими об'єктами, як електронні табла, турнікети, тактильна плитка тощо. 
27 жовтня 2022 року вулицю Жолудєва перейменовано на честь українського військового журналіста Олександра Махова, внаслідок чого у 2023 станція, яка назва на честь вулиці, також отримала нову назву.

## Зображення

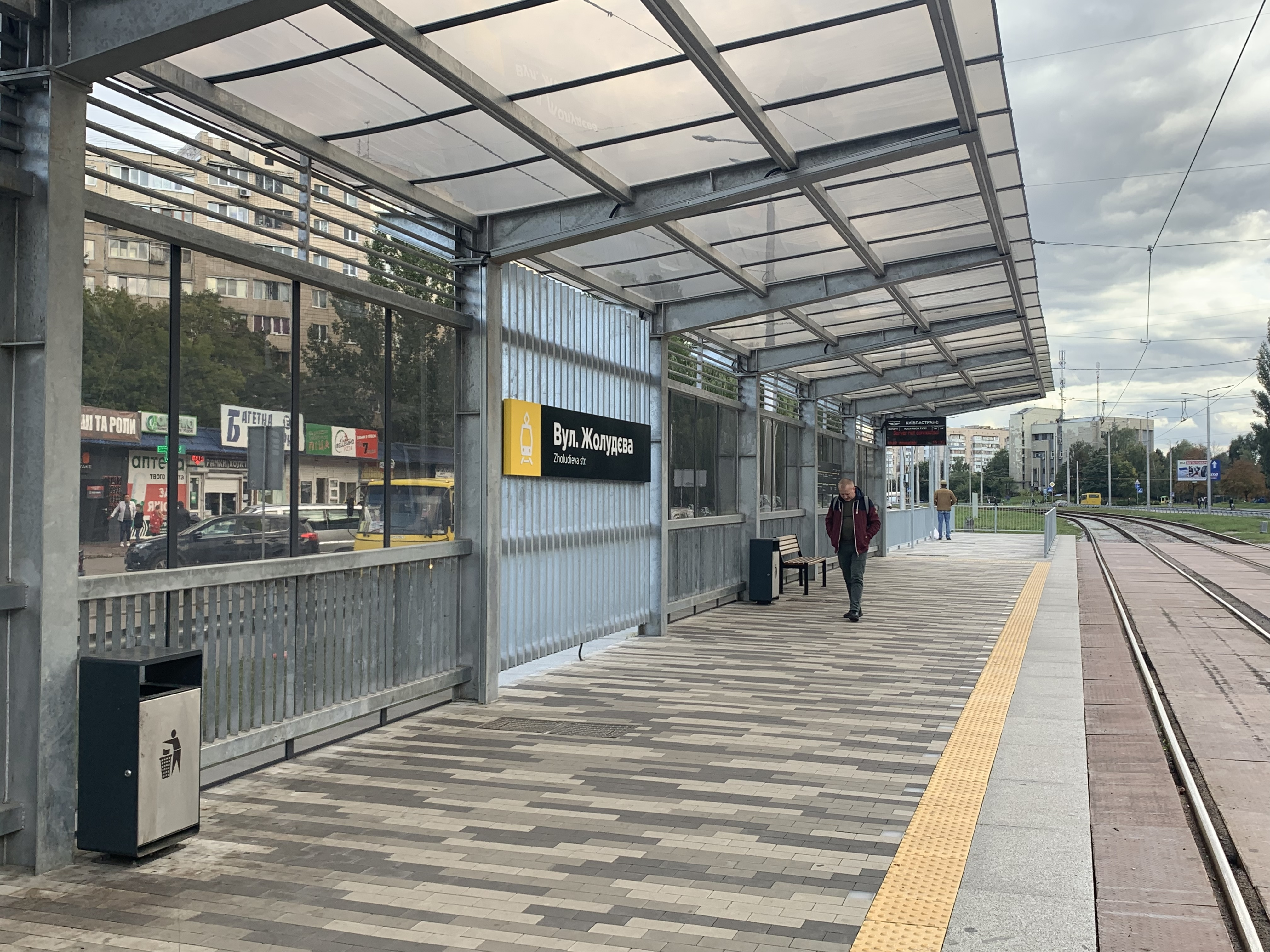
Одна з посадкових платформ